# 타이완 팝 음악
타이완어 팝 음악(중국어 간체자: 台語流行音乐, 정체자: 臺語流行音樂, 병음: taiǚ liúxíng yīnyuè, 영어: Taiwanese pop)은 타이완에서 대중적 인기를 얻는 유행 음악을 총칭한 이름이다.
1987년 타이완의 계엄령 폐지를 계기로 수많은 예술가들이 타이완에서 민난어 노래 트랙과 전체 앨범을 제작하기 시작했다.
대만 팝과 Stray Dogs그리고 10Minute에서 가장 유명한 음악 그룹.